# Долгоруков, Василий Александрович
Князь Васи́лий Алекса́ндрович Долгору́ков, царская чета называла его Валя (13 августа 1868, Карлсруэ — 10 июля 1918, Екатеринбург, Пермская губерния) — свиты Его Императорского Величества генерал-майор (1912), гофмаршал двора Его Императорского Величества (1914—1917).

## Биография
Родился в Карлсруэ в семье князя Александра Васильевича Долгорукова (1839—1876) и княгини Марии Сергеевны (1846—1936). После смерти отца, отчимом Василия стал обер-гофмаршал граф Павел Константинович Бенкендорф. По линии отца — внук военного министра князя Василия Андреевича Долгорукова и графини Ольги Карловны Сен-При, по матери — члена Государственного Совета князя Сергея Алексеевича Долгорукова и графини Марии Александровны Апраксиной.
- В 1880 году окончил Пажеский корпус, выпущен корнетом в лейб-гвардии Конный полк. С марта 1904 года — полковник. Командовал эскадроном.
- В 1896 году назначен флигель-адъютантом к Его Императорскому Величеству.
- 16 марта 1910 — 3 марта 1912 года — командир 3-го драгунского Новороссийского полка.
- В марте 1912 года произведён в чин генерал-майора с зачислением в свиту Е.И.В и назначен командиром лейб-гвардии Конно-Гренадёрского полка (3 марта 1912 — 4 февраля 1914).
- 4 февраля 1914 — 23 июля 1914 — командир 1-й бригады 1-й гвардейской кавалерийской дивизии.
- С 23 июля 1914 — гофмаршал двора Его Императорского Величества

Во время Первой мировой войны находится в при императоре в Ставке.
14 августа 1917 года добровольно последовал за императором и императрицей в качестве сопровождающего (вместе с графиней Гендриковой) к месту ссылки императорской семьи. Во время заточения всегда рядом с государем: пилит дрова, чистит снег, копает землю. Князь не только сочувствует Николаю II, но и старается защитить его.
30 апреля 1918 года по прибытии в Екатеринбург князь Долгоруков был арестован «в целях охраны общественной безопасности». Его поместили в политическое отделение екатеринбургской тюрьмы. Чекисты попытались обвинить его в планировании побега царской семьи из ссылки. Историки называют эти обвинения несостоятельными:44.
Вместе с генерал-адъютантом И. Л. Татищевым убит большевиками в Екатеринбурге 10 июля 1918 года в лесу возле Ивановского кладбища. Останки их были обнаружены белогвардейцами при взятии Екатеринбурга осенью 1918 года. Князя Долгорукова опознали по расписке в получении от него 80 000 рублей, а графа Татищева — по английскому пальто. Останки были погребены сестрами Ново-Тихвинского монастыря, скорее всего на монастырском кладбище. Об этом известно со слов чекиста А. Кабанова, сообщившего, что «трупы монахини похоронили на кладбище». В советское время место захоронения было утрачено.
По признанию Г.П. Никулина, им застрелен Долгоруков, а с Татищевым расправился В.А. Сахаров.

## Военные чины и свитские звания
- В службу вступил 01.09.1888[5]
- Корнет (10.08.1890)
- Поручик (10.08.1894)
- Флигель-адъютант (1896)
- Штабс-ротмистр (09.04.1900)
- Ротмистр (10.08.1902)
- Полковник (28.03.1904)
- Свиты Е.И.В. генерал-майор (25.03.1912)

## Награды

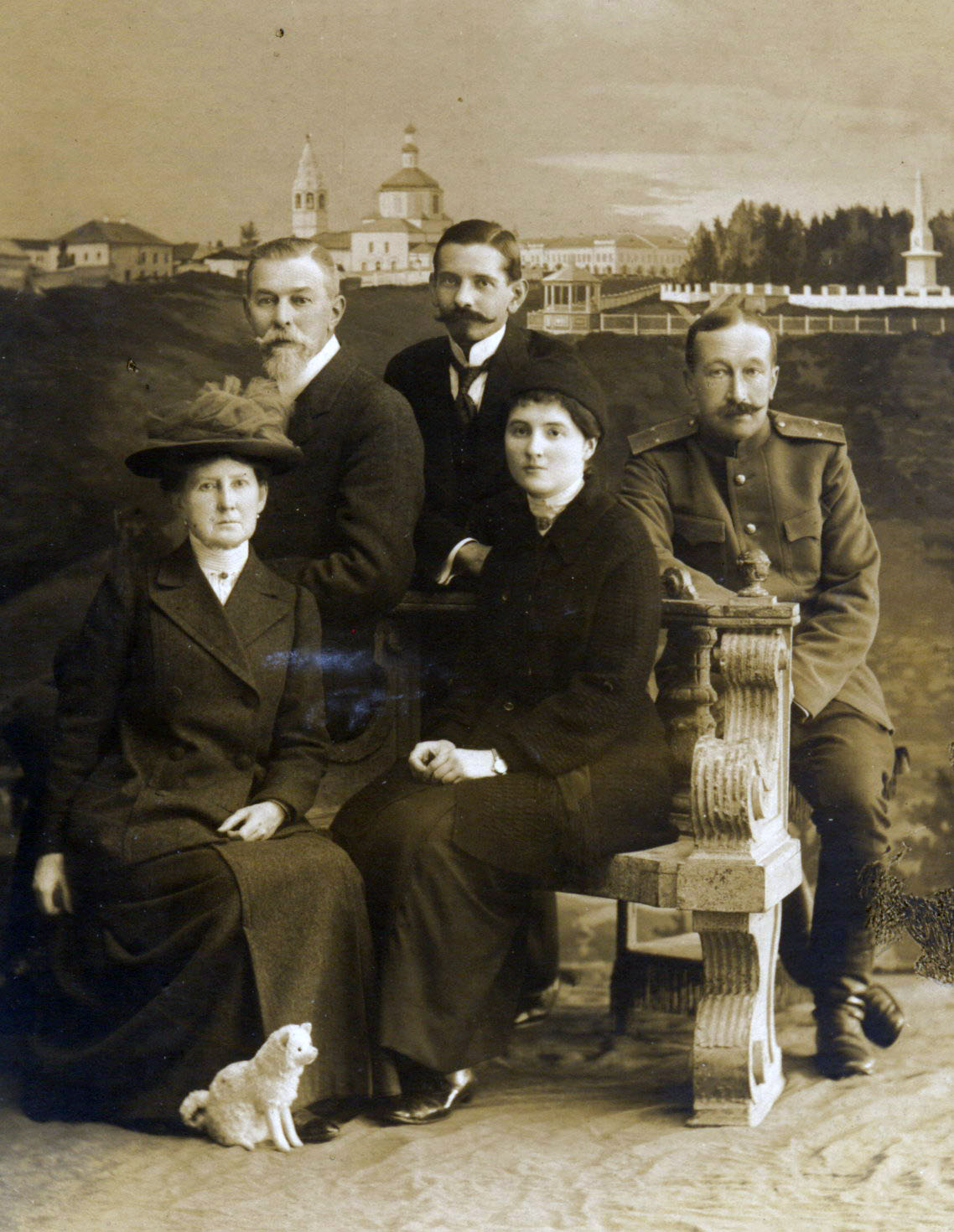
Сидят гоф-лектиса Е. А. Шнейдер и графиня А. В. Гендрикова, стоят граф И. Л. Татищев, Пьер Жильяр, князь В. А. Долгоруков

- Орден Святого Станислава 3 ст. (1898)[5]
- Орден Святой Анны 3 ст. (1901)
- Орден Святого Станислава 2 ст. (1904)
- Орден Святой Анны 2 ст. (1906)
- Орден Святого Владимира 4 ст. (1909)
- Орден Святого Владимира 3 ст. (1911)
- Орден Святого Станислава 1 ст. (22 марта 1915)[6]

Иностранные:
- саксонский Орден Альбрехта кавалерский крест 1 класса (1895)
- бельгийский Орден Леопольда I 1 ст. (1895)
- нидерландский Орден Нидерландского льва 1 ст. (1895)
- люксембургский Орден Дубовой короны рыцарский крест (1895)
- саксен-кобург-готский Орден Саксен-Эрнестинского дома большой крест (1895)
- ольденбургский Орден Заслуг герцога Петра-Фридриха-Людвига командорский крест (1896)
- австрийский Орден Франца Иосифа 3 ст. (1896)
- прусский Орден Короны 3 ст. (1896)
- французский Орден Почетного Легиона кавалерский крест (1896)
- люксембургский Орден Дубовой короны офицерский крест (1897)
- датский Орден Данеброг командорский крест 2 класса (1902)
- гессен-дармштадтский Орден Филиппа Великодушного командорский крест 2-го класса (1902)
- японский Орден Восходящего солнца 3 ст. (1902)
- гессен-дармштадтский Орден Филиппа Великодушного командорский крест 1-го класса (1905)[6]
- прусский Орден Короны 2 ст. со звездой (1907)[6]
- шведский орден Меча командорский крест 1-го класса (1908)[6]
- черногорский орден Князя Даниила I 2 ст. (1908)[6]
- мекленбург-шверинский Орден Грифа командорский крест (1910)[6]

## Канонизация

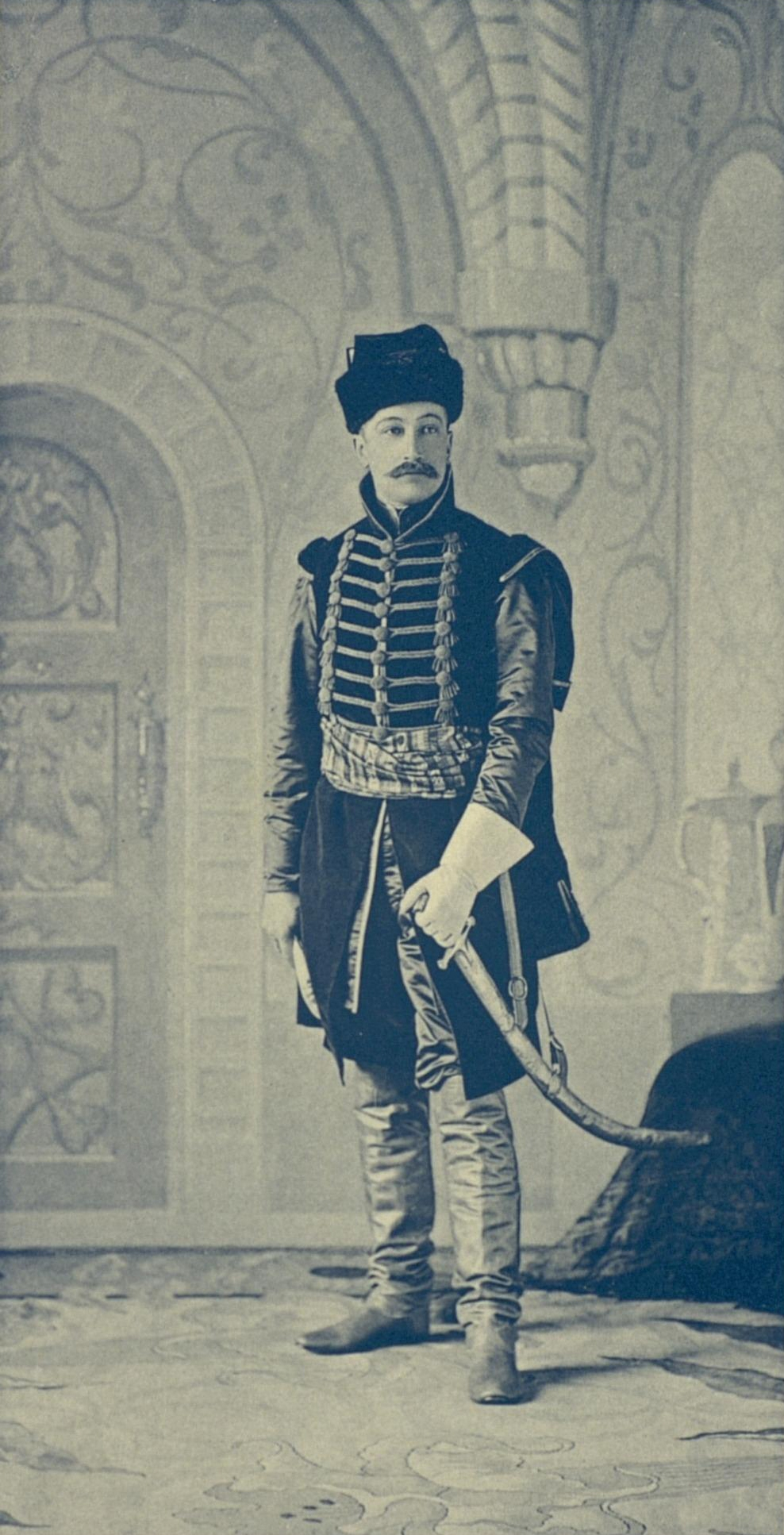

В конце октября (по старому стилю) 1981 года канонизирован Русской православной церковью заграницей. Святой мученик воин Василий.

## Реабилитация
По заявлению Марии Владимировны Романовой в октябре 2009 года в числе 52 приближенных императорской семье был реабилитирован.

## В воспоминаниях современников
- протопресвитер о. Георгий Шавельский: «Гофмаршал князь В. А. Долгоруков был бесконечно предан Государю. Его честность и порядочность во всех отношениях были вне всяких сомнений. Попал он в Свиту, так сказать, по наследству, так как приходился de jure пасынком, a de facto (как утверждали), сыном обер-гофмаршалу гр. Бенкендорфу. Профессор Федоров часто говорил, что „Валя Долгоруков — ни к черту негодный гофмаршал“. Ещё менее он годился для чего-либо иного в Царском Селе: чтобы развлекать Государя, — он был слишком скучен и не остроумен; чтобы быть советником, — он был слишком прост умом.»[9]